# Carri armati italiani fino alla seconda guerra mondiale

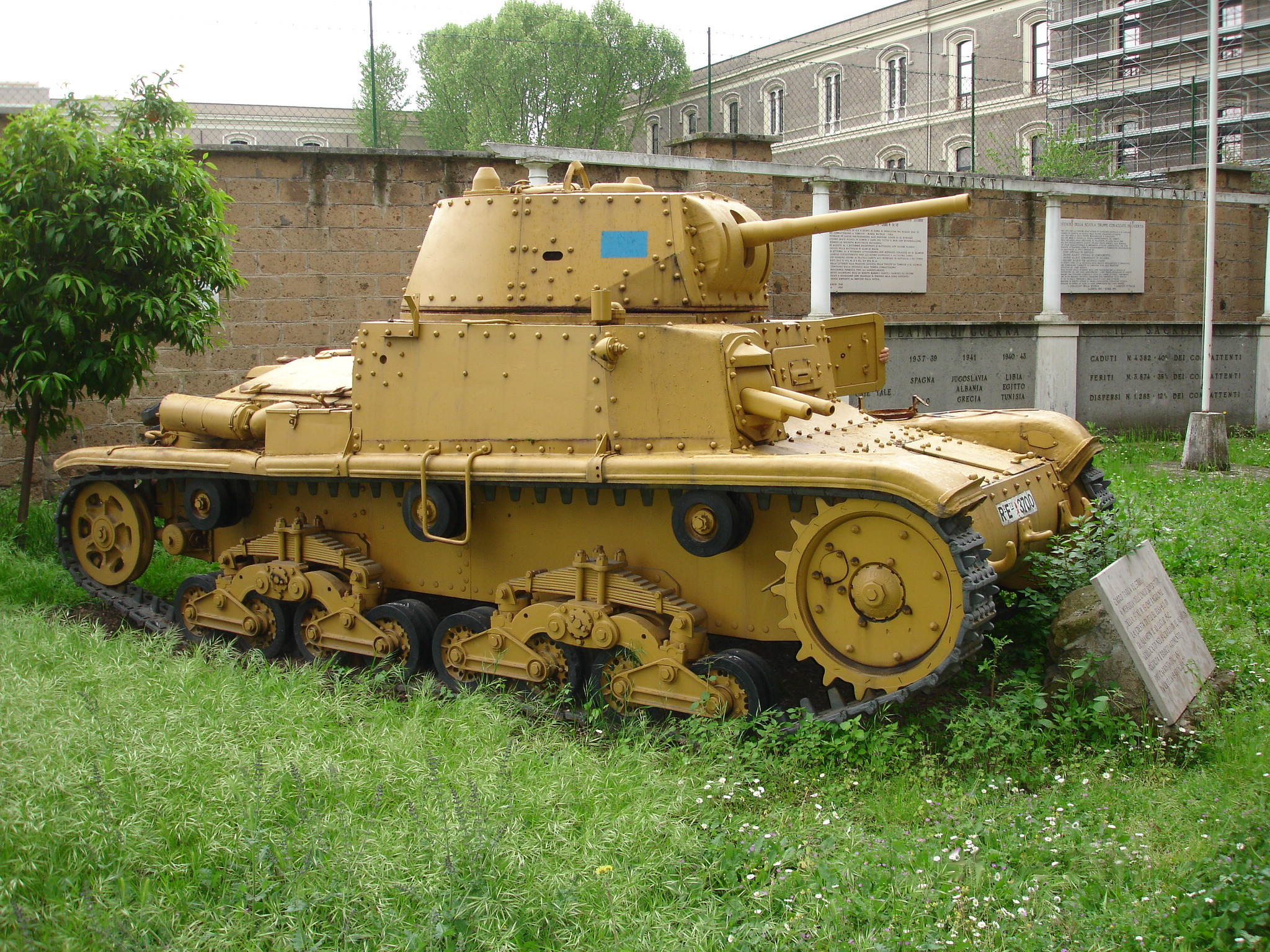
M13/40, carro armato medio italiano usato nella Seconda guerra mondiale

I veicoli corazzati italiani costruiti dopo la prima guerra mondiale fino al 1943 rappresentano un insieme di veicoli, interessante principalmente in relazione alle teorie di impiego che erano alla base dello sviluppo di una forza corazzata destinata inizialmente ad operare su un territorio con un'orografia molto particolare come quella italiana.
Queste teorie di impiego, quando applicate in territori simili a quello nazionale (Etiopia e Spagna), diedero l'impressione di essere valide; tuttavia, quando fu necessario applicarle su terreni molto differenti (Nord Africa e Russia) mostrarono pienamente la loro limitata consistenza.

## Primi modelli

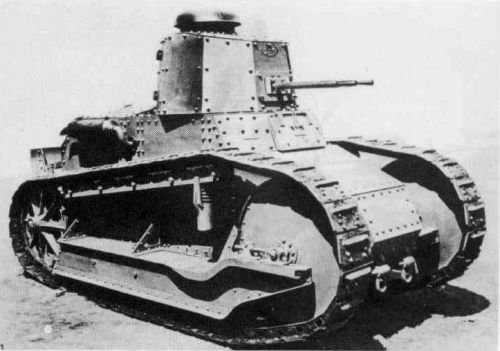
Un carro Fiat 3000

Durante la prima prima guerra mondiale l'Italia aveva prodotto il più pesante carro armato impiegato nella prima guerra mondiale, il Fiat 2000. Già dal 1917 la FIAT aveva iniziato lo studio di un carro pesante, il Fiat 2000, le cui caratteristiche (soprattutto il peso, di 40 t, e la pressione al suolo, molto elevata per la scarsa larghezza dei cingoli) non erano compatibili con l'impiego sui terreni dove si svolgevano le battaglie in corso (Carso e, successivamente, Monte Grappa); pertanto, dopo la costruzione di due carri armati ed il loro impiego, la produzione di questo carro non fu ulteriormente espansa.
Vista la chiara inadeguatezza all'impiego in territorio alpino dei carri pesanti, l'interesse delle gerarchie militari si diresse verso i carri leggeri. Alla luce di questo interesse, Fiat e Ansaldo progettarono un carro armato chiaramente derivato dal Renault FT, ma con notevoli migliorie, denominato Fiat 3000, prodotto inizialmente in 100 esemplari (prima dell'armistizio ne erano stati ordinati 1400), consegnati a partire dal 1920. Questo carro nella versione iniziale aveva una torretta rotante armata con 2 mitragliatrici.
Il Fiat 3000 opererà con il Regio Esercito fino all'inizio della seconda guerra mondiale e gli ultimi esemplari ancora funzionanti furono utilizzati per contrastare lo sbarco alleato in Sicilia (1943). L'armamento iniziale fu considerato subito scarsamente idoneo all'impiego, ma solo nel 1930 fu sostituito con un cannone da 37/40 mm.
L'esigenza di tale modifica fu chiaramente evidenziata nel 1927, in quanto una serie di esercitazioni, effettuate in prossimità del Lago Trasimeno, mostrò la scarsa utilità tattica di carri armati solo di mitragliatrici, se questi non erano supportati da carri armati di cannoni.

## La nascita dei carristi

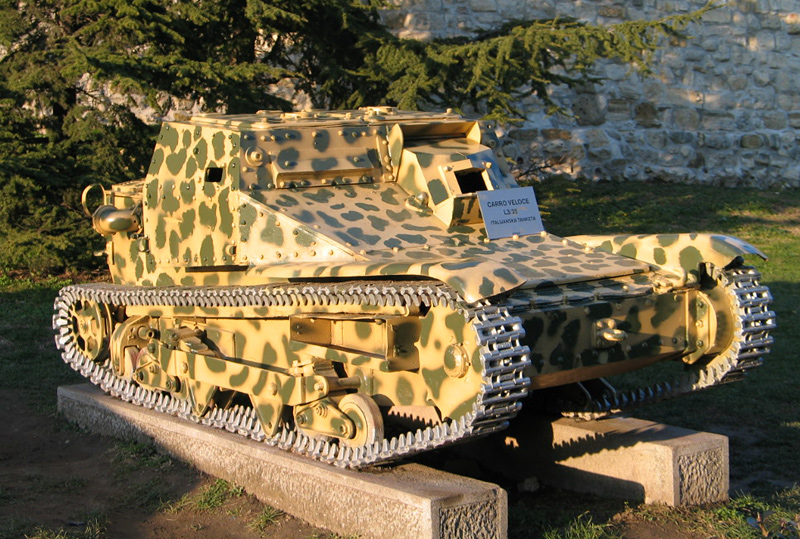
Un carro L3/35

Nel 1926 venne costituita la specialità "carrista" con la legge 11 marzo 1926 n. 396. Essa era composta dalle truppe corazzate e, successivamente, da un reggimento (Reggimento carri armati) con comando a Roma e distaccamenti a Bologna, Udine e Codroipo, equipaggiato con carri Fiat 3000 Mod. 21 (cioè del modello corrente all'epoca). Nelle manovre che si svolsero fra il 1927 ed il 1929 apparve chiara la necessità di modificare la tipologia dei carri utilizzati; pertanto nel 1929 fu acquistato in Gran Bretagna un certo numero di Carden-Loyd Mk VI tankette, poi riprodotti su licenza come carri veloci CV29, che però già nel 1934 scomparvero dall'inventario dell'esercito. In quegli anni, come nel resto d'Europa, non mancarono le sperimentazioni; un esempio è l'Ansaldo MIAS, piccolo blindato cingolato che avrebbe dovuto proteggere i soldati durante l'attraversamento della terra di nessuno.
L'esperienza con i CV29 portò allo sviluppo di un nuovo carro, denominato CV33 (successivamente cambiò la denominazione in CV3 ed infine in L3/33), carro che rappresentò una pietra miliare nello sviluppo delle teorie di impiego nazionali ed ebbe una carriera che terminò dopo la seconda guerra mondiale. Questo carro era stato progettato in funzione di un impiego in montagna; era quindi di peso limitato ed avrebbe dovuto avere la possibilità di muovere su sentieri, oltre che su strade asfaltate. Tuttavia queste richieste portarono ad un mezzo che fu velocemente reso obsoleto dallo sviluppo dei carri in altre nazioni (particolarmente in Germania e Unione Sovietica), tanto che già all'inizio della guerra (1940) non poteva avere particolari impieghi in campo tattico. L'uso iniziale di questo carro (nella Guerra di Spagna e nella Campagna di Etiopia), cioè in territori in cui mancava una rete stradale confrontabile con quella dei principali paesi europei ed in cui il terreno era particolarmente ostico, mascherò i suoi limiti; quando però si trovò di fronte i Matilda in Nord Africa fu decisamente surclassato, subendo perdite enormi.
Fu comunque evidente, in base all'esperienza della Guerra di Spagna, che i carri armati leggeri russi (in particolare i T-26, usati in numero notevole dalle forze repubblicane) erano nettamente superiori ai contemporanei carri leggeri italiani, sia per la presenza della torretta ruotante, sia per l'armamento basato su cannoni invece che su mitragliatrici. Per questo fu deciso lo sviluppo di un nuovo carro leggero e di un carro medio.

## Lo sviluppo dei carri
Dallo scafo dell'L 3/35 fu tratto un nuovo carro con armamento in torretta e sospensioni modificate, denominato L6/40, armato con un cannone da 37/26 mm ed una mitragliatrice coassiale (e più di frequente equipaggiato con un cannone mitragliera 20/65 e una mitragliatrice). Questo carro da 6 tonnellate, uscito, come indica il nome, nel 1940, fu l'ultimo carro leggero prodotto per il Regio Esercito. Questi carri non furono utilizzati nei reggimenti corazzati, ma furono usati a livello battaglione nei reggimenti di bersaglieri o a livello gruppo di squadroni nei reggimenti di cavalleria. Questo utilizzo mostra che le dottrine di impiego di questi carri risentivano delle contemporanee dottrine francesi e britanniche, invece che di quelle tedesche che prevedevano l'utilizzo anche dei carri leggeri a massa in reggimenti corazzati inquadrati a livello divisionale. La cronica carenza di carri medi e, ancora di più, il fatto che nel Regio Esercito non esistessero carri pesanti, avrebbe dovuto invece spingere i responsabili militari verso l'impiego dei carri con modalità più moderne. D'altro canto bisogna notare che ancora nel luglio 1940 veniva respinto dal massimo esponente dello Stato Maggiore generale un memorandum dell'Ufficio Informazioni in cui venivano presentati i procedimenti di impiego dei carri armati tedeschi.
Parallelamente allo sviluppo dei carri leggeri, nel 1936 fu iniziato lo studio dei carri medi, che avrebbero dovuto essere organizzati in divisioni corazzate. La dottrina di impiego dei carri nel Regio Esercito fu codificata nel 1938 con una circolare in cui si riconosce il carro armato come «elemento fondamentale delle grandi unità corazzate». In questa circolare venivano stabiliti i criteri di impiego per i vari tipi di carro (L, M e P), specificando che comunque i carri dovevano essere operati offensivamente e possibilmente "a massa"; comunque l'unità tattica di base era il plotone (su 5 carri) e quindi i carri non dovevano essere utilizzati isolati. Veniva inoltre specificato che l'impiego di carri su terreno montuoso o boscoso era da considerarsi eccezionale e limitato ai carri L. Erano previsti anche criteri di cooperazione tra fanteria, artiglieria e carristi, per cui i carri dovevano occupare le posizioni, mentre compito della fanteria era di mantenerne il possesso. Nelle grandi unità corazzate i carri L dovevano:
- concorrere alla sicurezza durante il movimento e lo schieramento in presenza del nemico, quando l'unità operava in maniera indipendente;
- concorrere all'attacco ed alla difesa;
- concorrere alla rottura del contatto.

Invece i compiti dei carri M erano:
- attacco;
- azioni manovrate a largo raggio;
- concorrere alla rottura del contatto.

I compiti dei carri P erano definiti come «rinforzare l'azione dei carri M durante l'attacco».
Come si vede i compiti assegnati alle aliquote di carri erano ben precisi e la normativa sufficientemente organizzata, anche se si trascurava il dato fondamentale della necessità di avere sempre la massa dei carri e non di doversi limitare a battaglioni isolati. Quello che comunque appare evidente è la mancanza di disposizioni di cooperazione con l'aeronautica, nonostante già l'anno precedente le forze corazzate italiane in Spagna fossero state pesantemente limitate nella loro operatività dagli attacchi aerei (basta pensare alla battaglia di Teruel-Guadalajara).
Inoltre, malgrado la contemporanea guerra di Spagna avesse visto i carri italiani soccombere in svariate scaramucce contro i carri repubblicani, la direttiva sottolineava la guerra anticarro e la cooperazione con l'artiglieria anticarro (molto sottolineata nella dottrina tedesca prima, e sovietica poi, in cui non era raro vedere i cannoni anticarro avanzare davanti ai propri carri armati).
Solo con la circolare 18000 dello Stato Maggiore del Regio Esercito Impiego delle unità corazzate (norme provvisorie) (agosto 1941) si ebbero finalmente criteri di impiego delle forze corazzate coerenti con le teorie più moderne ed il carro armato fu finalmente definito un mezzo che doveva cooperare con le truppe celeri (e non più con la fanteria). Tuttavia, nel corso del 1941 e del 1942 si ebbe un'ulteriore evoluzione dei criteri di impiego, che portò alla teorizzazione dell'impiego dei reparti celeri come gruppi tattici, a somiglianza dei Kampfgruppe tedeschi su carri, fanteria motorizzata e unità celeri di appoggio, con le circolari 12400 dello SMRE Comando tattico di più reparti delle varie armi agenti in cooperazione e 12800 Gruppi tattici dell'estate 1942.

## Le divisioni corazzate
Dal punto di vista organico, il 1º Reggimento corazzato fu sciolto il 15 settembre 1936, per costituire, nella stessa data, 4 reggimenti su carri CV 33. Il 1º agosto 1937 veniva costituita la I brigata corazzata e un mese dopo la II brigata corazzata.
Il 1º febbraio 1939 veniva costituita la 132ª Divisione corazzata "Ariete" con i carri già inquadrati nella II brigata corazzata, su un reggimento corazzato e un reggimento bersaglieri: quindi sostanzialmente una divisione binaria secondo l'ordinamento Pariani.
Successivamente furono costituite altre due divisioni corazzate, cioè la 131° Centauro il 20 aprile 1940 e la 133° Littorio che, nata come divisione di fanteria, fu trasformata successivamente in divisione corazzata. Anche le due nuove divisioni conservavano l'ordinamento binario dell′Ariete. Questo organico praticamente fu conservato fino all'armistizio, salvo la sostituzione nel 1943 del reggimento bersaglieri con un reggimento motorizzato. All'atto della loro costituzione tutte e tre le divisioni nei rispettivi reggimenti carristi avevano solo carri L e solo nel corso della guerra furono riequipaggiate con carri M.
Quindi all'inizio della seconda guerra mondiale il Regio Esercito poteva contare su 3 divisioni corazzate, 2 divisioni motorizzate e 3 divisioni "celeri" in approntamento. Nonostante la presenza di queste grandi unità, tuttavia, la maggior parte dei carri era ancora raggruppata in battaglioni autonomi (cioè dipendenti dai comandi di corpo d'armata) di carri leggeri o medi. Fra l'altro, all'inizio della guerra, nelle colonie (Libia e AOI) non erano presenti grandi unità corazzate o meccanizzate, ma solo battaglioni autonomi.

## La seconda guerra mondiale

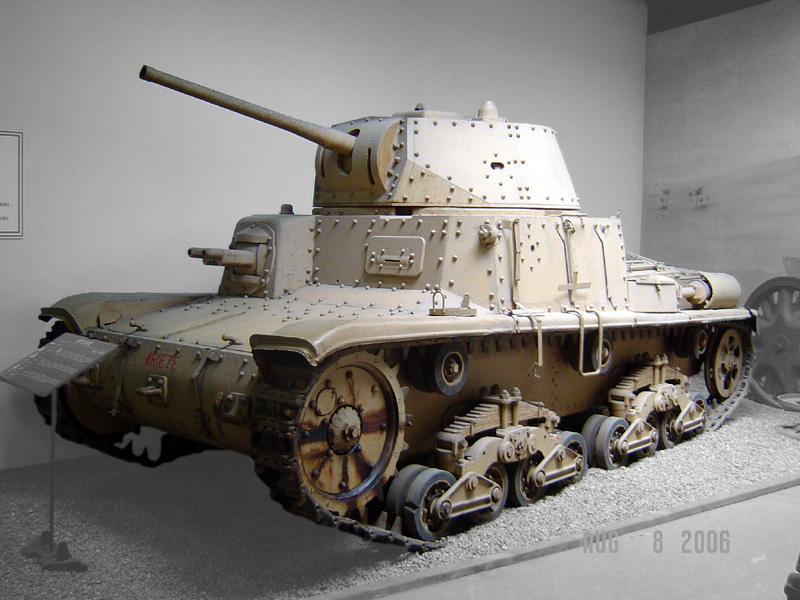
Un carro armato medio M15/42, in esposizione al Museo dei Corazzati di Saumur

All'inizio della seconda guerra mondiale l'unico carro medio disponibile nei ranghi delle divisioni corazzate del Regio Esercito era l'M11/39: il veicolo, sebbene più avanzato dei piccoli CV33 e CV35, presentava l'armamento principale (un cannone da 37 mm) in casamatta, quindi con limitato brandeggio e possibilità d'utilizzo. L'M11/39 fu adoperato in battaglia durante i primi mesi delle operazioni nell'AOI e nella fase offensiva iniziale della Campagna del Nordafrica; soprattutto in questo teatro bellico, in seno alla 10ª Armata, mostrò pienamente i propri limiti e tutti gli esemplari disponibili furono abbandonati o distrutti nel corso della vittoriosa controffensiva britannica del dicembre 1940. In sostituzione dell'M11/39 era già in corso di progettazione e costruzione l'M13/40, armato con il cannone da 47/32 Mod. 1935 da 47 mm in torretta; tale dotazione d'artiglieria mise su un piede di parità l'M13 con i carri che avrebbe dovuto affrontare in Nordafrica, visto che i carri britannici erano equipaggiati con la variante veicolare dell'Ordnance QF 2 lb da 40 mm.

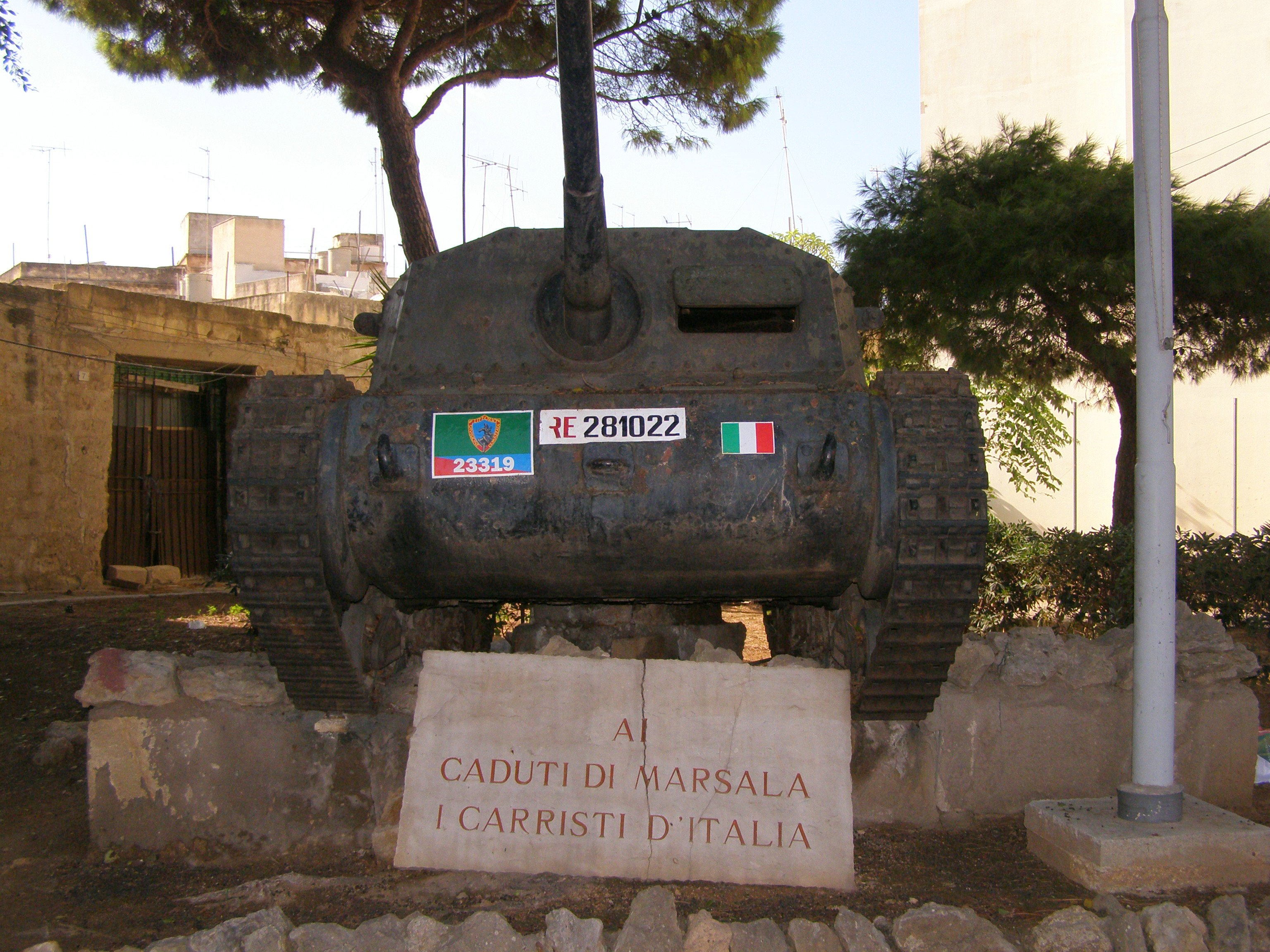
Monumento ai caduti dei Carristi d'Italia a Marsala. Il mezzo è un semovente M42M

La vera limitazione dell'M13/40 era la bassa potenza del motore diesel, che imponeva, per evitare conseguenze disastrose sulla mobilità, una protezione nettamente inferiore agli standard dell'epoca. Dopo una variante dell'M13/40 che utilizzava un motore potenziato a 145 cavalli, detta M14/41, lo sviluppo del mezzo si concluse con l'M15/42, ultimo della serie di carri armati medi costruiti in Italia; la maggiore novità riguardava l'installazione di un apparato motore a benzina, dal funzionamento più regolare e prestante, sebbene più soggetto al rischio di incendi. L'M15/42, la cui costruzione era iniziata nel marzo 1943, non fu mai impiegato operativamente dal Regio Esercito e dunque è impossibile indicare la sua aderenza ai criteri di impiego proposti dallo stato maggiore.
Nel corso della guerra, tuttavia, il veicolo di maggior successo fu il semovente 75/18. Nato come veicolo di appoggio alla fanteria a somiglianza del tedesco Sturmgeschütz III, conobbe la medesima evoluzione da mezzo di supporto a cacciacarri. Inizialmente fu assegnato ai reggimenti di artiglieria delle divisioni corazzate, ma fu sempre più intensivamente utilizzato per contrastare i carri armati avversari, ottenendo grazie al calibro da 75 mm dell'obice in casamatta (a dispetto della bassa velocità iniziale) buoni successi nel 1942 e nel 1943 contro i blindati alleati. Non essendo mai stato impiegato in Russia, non è possibile valutare l'impatto che avrebbe avuto sui KV-1 o i T-34 dell'Armata Rossa.
Nel corso della campagna in Africa settentrionale andarono perse tutte e tre le divisioni corazzate (l'"Ariete" e la "Littorio" a El Alamein, la "Centauro" in Tunisia). Nel corso del 1943 furono ricostituite due divisioni corazzate: la 1ª Divisione Corazzata "M" nei pressi di Roma, in gran parte fornita di materiale ceduto dalla Germania, e la 135ª Divisione corazzata "Ariete II" in Friuli.
Subito dopo la caduta di Mussolini del 25 luglio 1943, la Divisione "M" fu rinominata "Centauro II", gli ufficiali della Milizia Volontaria per la Sicurezza Nazionale furono rimpiazzati con ufficiali provenienti dalla cavalleria e fu aggiunt un reggimento di bersaglieri come R.E.CO (acronimo di "Reggimento Esplorante Corazzato"). L'"Ariete II" fu al contempo richiamata a Roma. L'8 settembre la "Centauro II" si dissolse, mentre l'"Ariete II" non fu in grado contrastare validamente le forze tedesche a nord di Roma, a causa di un ordine che le impose di ritirarsi a Tivoli proprio nei giorni in cui i tedeschi attaccavano la capitale. Solamente il R.E.CO e alcuni semoventi da 105/25 e da 75/18 riuscirono a impegnare i paracadutisti tedeschi sulla Via ostiense e a Porta S. Paolo: la divisione cedette le armi il 10-11 settembre in seguito all'armistizio concordato per rendere Roma città aperta; il suo equipaggiamento servì a riequipaggiare la 2ª Divisione paracadutisti tedesca, che divenne così meccanizzata.
Oltre alle divisioni corazzate effettivamente costituite, erano state previste una 134ª Divisione corazzata "Emanuele Filiberto Testa di Ferro" (poi tornata a essere divisione celere) e una 136ª Divisione corazzata "Giovani Fascisti", poi trasformata nella divisione "Bersaglieri d'Africa".

## Osservazioni generali e conclusive
Le forze corazzate italiane non riuscirono ad avere un carro in grado di contrastare i mezzi similari avversari, tranne che per un lasso di tempo estremamente breve, cioè dall'entrata in servizio dell'M13/40 (primi mesi del 1941) fino alla comparsa sul fronte africano del Grant (maggio 1942). Sia all'inizio della guerra, in cui si disponeva solo di carri leggeri o di carri M11/39, sia quando la guerra costrinse gli Alleati a produrre carri capaci di confrontarsi con i PzKpfw IV, i carri italiani furono in inferiorità rispetto a quelli Alleati. Notare che i carri armati medi non furono impiegati in Russia, dove il confronto con i T-34 sarebbe stato anche lì impari come contro gli Alleati.
Quando poi fu disponibile il carro pesante (dopo l'8 settembre 1943), i PzKpfw V Panther erano già in campo e quindi il P40 nacque già irrimediabilmente superato, anche se gli studi sul nuovo carro pesante P.43 (con caratteristiche simili allo Sherman americano) e sul P.43 bis (con in più un cannone da 90/42 mm e corazzatura frontale maggiore, poi trasformato in una copia ridotta del Panther da 35 tonnellate con corazzatura frontale da 100/110 mm e cannone da 90/42 o 90/53 mm) erano abbastanza avanzati.
Tutti i carri italiani prodotti tra la fine degli anni '20 e il 1943 avevano un sistema di sospensioni a balestra, risultato inizialmente relativamente robusto ed affidabile, anche se via via superato da altri migliori. Permetteva un movimento relativamente lento ed era penalizzato da cingoli piuttosto stretti, poco adatti a muoversi su sabbia, neve, fango umido; in pratica furono penalizzati in buona parte delle manovre fuori strada.
Solo nel 1943, dopo quasi 8 anni di sperimentazioni, era stato approntato un carro "Celere" (M16/43) con sospensioni Christie (come in uso, soprattutto in Inghilterra e Unione Sovietica, dalla metà degli anni '30); ironicamente questo carro era detto "Sahariano", anche se venne completato (come prototipo) quando ormai le forze alleate avevano scacciato gli italiani dal Nord Africa. Si trattava di un mezzo superato per corazzatura ed armamento (anche se si ipotizzava di munirlo di cannoni più potenti, magari derivandoli dai contraerei da 65 mm allora in studio, si trattava comunque di progetti poco realistici e che avrebbero richiesto altri anni di studi), simile ai carri veloci ("carri incrociatore") inglesi in uso alla fine degli anni '30 e ancora durante l'operazione Compas (come gli A13 Mk III), oppure ai carri sovietici precedenti all'introduzione del T-34 (che univa le sospensioni Christie con armi e corazzatura da carro pesante). I cingoli e le sospensioni Christie permettevano di sfruttare appieno la potenza del motore e avrebbero permesso di muoversi velocemente.

## Caratteristiche generali dei carri leggeri italiani
| Carro                           | Fiat 3000                      | Carden Loyd CV 29                       | L 3/35                           | L 6/40                                                         |
| Peso a vuoto (t)                | 5,1                            | 1,7                                     | 3,1                              | 6,8                                                            |
| Dimensioni (m)                  | 1,64 × 3,61 × 2,19             | 1,7 × 2,5 × 1,0                         | 1,40 × 3,15 × 1,28               | 1,86 × 3,82 × 2,175                                            |
| Armamento                       | 2 mitragliatrici SIA Mod. 1918 | 1 mitragliatrice FIAT-Revelli Mod. 1914 | 2 mitragliatrici Fiat Mod. 14/35 | 1 cannone Breda 20/65 Mod. 1935 1 mitragliatrice Breda Mod. 38 |
| Spessore corazza (min/max) (mm) | 6/16                           | 6/9                                     | 6/13,5                           | 6/40                                                           |
| Potenza (hp)                    | 55                             | 20                                      | 43                               | 68                                                             |
| Rapporto potenza/peso (hp/t)    | 11                             | 11,6                                    | 7,3                              | 10                                                             |

## Caratteristiche generali dei carri medi italiani
| Carro                           | M 11/39                                                                                              | M 13/40                            | M 15/42                          |
| Peso a vuoto (t)                | 11                                                                                                   | 14                                 | 15                               |
| Dimensioni (m)                  | 4,73 × 2,18 × 2,30                                                                                   | 4,915 × 2,20 × 2,37                | 5,043 × 2,230 × 2,385            |
| Armamento (principale)          | 2 mitragliatrici Breda Mod. 38 da 8 mm (in torretta) 1 cannone Vickers-Terni da 37 mm (in casamatta) | 1 cannone 47/32 Mod. 1935 da 47 mm | 1 cannone cannone 47/40 da 47 mm |
| Spessore corazza (min/max) (mm) | 6/30                                                                                                 | 14/42                              | 14/50                            |
| Potenza (hp)                    | 105                                                                                                  | 125                                | 192                              |
| Rapporto potenza/peso (hp/t)    | 9,5                                                                                                  | 8,9                                | 12,4                             |
| Velocità massima (km/h)         | 34                                                                                                   | 32                                 | 33                               |